# Ana Lorena Sánchez
Ana Lorena Sánchez Mondragón  (Mexikóváros, Mexikó, 1990. augusztus 14. –) mexikói színésznő.

## Élete és pályafutása
1990. augusztus 14-én született Mexikóvárosban. Családjával együtt Texasba költözött. Sebastián Ligarde és Adriana Barraza iskolájában tanult színjátszást. 2012-ben szerepet kapott a Relaciones peligrosas sorozatban. 2013-ban megkapta első főszerepét, Ana Lorenát alakítva a Cosita lindában.

## Filmográfia
| Év   | Eredeti Cím           | Cím | Szerep            | Stúdió     |
| ---- | --------------------- | --- | ----------------- | ---------- |
| 2012 | Relaciones peligrosas |     | Elizabeth Gómez   | Telemundo  |
| 2013 | Cosita linda          |     | Ana Lorena Rincón | Venevision |
| 2014 | Tierra de Reyes       |     | Sofía del Junco   | Telemundo  |

## Színház
- 8 mujeres (2012. november)